# Yeon-aejojakdan Cyrano
Yeon-aejojakdan Cyrano (연애조작단; 시라노?, lett. L'agenzia di appuntamenti Cyrano; titolo internazionale Dating Agency: Cyrano, conosciuta anche come Flower Boy Dating Agency) è una serie televisiva sudcoreana trasmessa su tvN dal 27 maggio al 16 luglio 2013. È il quarto capitolo, dopo Kkonminam ramyeongage, Dakchigo kkonminam band e I-utjip kkonminam, del progetto del canale tvN "Oh! Boy" indirizzato ai giovani, nel quale i protagonisti maschili sono dei ragazzi carini ("ragazzi dei fiori"). È basata sul film del 2010 Cyrano yeon-aejojakdan.

## Trama
Seo Byung-hoon decide di salvare la compagnia teatrale del migliore amico, morto in un incidente, e crea un'agenzia di appuntamenti che organizza scenari romantici per clienti paganti.

## Personaggi
- Seo Byung-hoon, interpretato da Lee Jong-hyuk.
- Gong Min-young, interpretata da Choi Sooyoung.
- Cha "Master" Seung-pyo, interpretato da Lee Chun-hee.
- Moo-jin, interpretato da Hong Jong-hyun.
- Do Arang, interpretato da Cho Yoon-woo.
- Lee Min-shik, interpretato da Bae Seong-woo.
- Go Young-dal, interpretato da Kim Min-kyo.
- Hye-ri, interpretata da Ha Yeon-joo.
- Yoon Yi-seol, interpretata da Kim Jung-hwa.
- Go Do-il, interpretato da Lee Min-woo.

## Ascolti
| Episodio | Data di trasmissione | Dati AGB (nazionale) |
| -------- | -------------------- | -------------------- |
| 1        | 27 maggio 2013       | 0,311%               |
| 2        | 28 maggio 2013       | 0,368%               |
| 3        | 3 giugno 2013        | 0,291%               |
| 4        | 4 giugno 2013        | 0,335%               |
| 5        | 10 giugno 2013       | 0,271%               |
| 6        | 11 giugno 2013       | 0,188%               |
| 7        | 17 giugno 2013       | 0,291%               |
| 8        | 18 giugno 2013       | 0,310%               |
| 9        | 24 giugno 2013       | 0,263%               |
| 10       | 25 giugno 2013       | 0,211%               |
| 11       | 1 luglio 2013        | 0,129%               |
| 12       | 2 luglio 2013        | 0,239%               |
| 13       | 8 luglio 2013        | 0,160%               |
| 14       | 9 luglio 2013        | 0,314%               |
| 15       | 15 luglio 2013       | 0,246%               |
| 16       | 16 luglio 2013       | 0,241%               |
| Media    | Media                | 0,261%               |

## Colonna sonora
1. Chance! – Peppertones
2. In the Same Storm – Big Baby Driver
3. A Certain Heart Fluttering (어떤 설레임) – Ra.D
4. The Only Like You (그대라는 한 사람) – Jessica Jung
5. Take My Hands Tonight – Big Baby Driver
6. Chance! (versione bossanova) – Peppertones
7. Say Hello to the World – Big Baby Driver
8. The One Like You (strumentale) (그대라는 한 사람)
9. A Certain Heart Fluttering (strumentale) (어떤 설레임)
10. Chance! (versione chitarra) – Peppertones
11. Dating Agency; Cyrano (연애조작단; 시라노)
12. Suspicious Lover (수상한 연인)
13. Operation Starts (작전 시작)
14. Miss Operation
15. Walk My Dreams (꿈속을 걷다)
16. Dark Spy
17. Missing You A Lot
18. The Unspoken Dialogue (무언의 대화)
19. Relaxing Time (나른할 시간)
20. Waiting for the Heart (기다리는 마음)
21. I Am Here
22. Supernova
23. Psychedelic